# Hexaclorofosfazeno
El hexaclorofosfazeno es un compuesto inorgánico con la fórmula química (NPCl
2)
3. La molécula tiene un esqueleto cíclico e insaturado compuesto por átomos alternados de fósforo y nitrógeno, y puede considerarse como un trímero del compuesto hipotético N≡PCl
2 (dicloruro de fosfazilo). Su clasificación como fosfazeno destaca su relación con el benceno. Existe un gran interés académico en el compuesto debido a su enlace fósforo-nitrógeno y la reactividad del fósforo.
Ocasionalmente, también se han reportado aplicaciones comerciales o prácticas sugeridas, utilizando el hexaclorofosfazeno como un compuesto precursor. Los derivados de interés incluyen los lubricantes de hexalcoxifosfazeno obtenidos por sustitución nucleofílica del hexaclorofosfazeno con alcóxidos, o polímeros inorgánicos químicamente resistentes con propiedades térmicas y mecánicas deseables conocidos como polifosfazenos, producidos a partir de la polimerización del hexaclorofosfazeno.

## Estructura y caracterización

### Longitudes de enlace y conformación
El hexaclorofosfazeno es una molécula cíclica, que contiene un núcleo P
3N
3 con átomos alternados de nitrógeno y fósforo, y dos átomos adicionales de cloro unidos a cada átomo de fósforo. La molécula de hexaclorofosfazeno contiene seis enlaces P–N equivalentes, con distancias P–N adyacentes de 157 pm. Esto es característicamente más corto que los enlaces P–N de aproximadamente 177 pm en los análogos de fosfazano saturados en valencia.
La molécula posee simetría D3h, y cada centro de fósforo es tetraédrico con un ángulo Cl–P–Cl de 101°.
El anillo P
3N
3 en el hexaclorofosfazeno se desvía de la planaridad y está ligeramente arrugado (véase conformación de silla). En contraste, el anillo P
3N
3 en la especie relacionada hexafluorofosfazeno es completamente plano.

### Métodos de caracterización
La espectroscopia de RMN de 31P es el método habitual para analizar el hexaclorofosfazeno y sus reacciones. El hexaclorofosfazeno muestra una sola resonancia a 20.6 ppm, ya que todos los entornos de P son químicamente equivalentes.
En su espectro IR, las bandas vibracionales a 1370 y 1218 cm−1 se asignan a estiramientos νP–N. Otras bandas se encuentran a 860 y 500–600 cm−1, asignadas respectivamente al anillo y νP–Cl.
El hexaclorofosfazeno y muchos de sus derivados han sido caracterizados por cristalografía de rayos X de monocristal.

## Enlaces

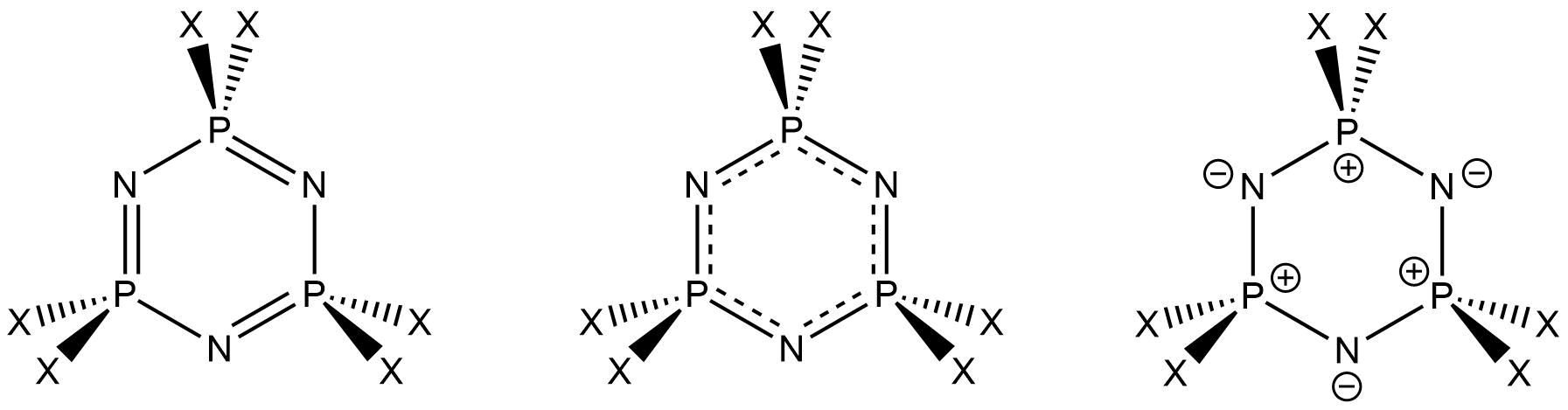
Representaciones del enlace P–N en un ciclotrifosfazeno general: izquierda, una representación de enlaces P–N alternados simples y dobles (no explica las longitudes de enlace iguales), utilizada por convención; centro, el sistema de anillo deslocalizado propuesto anteriormente (desacreditado debido a la inviabilidad de la participación del orbital P 3d); derecha, la descripción más precisa según el conocimiento actual, donde la mayoría del enlace es iónico

### Análisis iniciales
Los ciclopfosfazenos, como el hexaclorofosfazeno, se distinguen por su notable estabilidad y longitudes de enlace P–N iguales, lo que en muchas moléculas cíclicas implicaría deslocalización o incluso aromaticidad. Para explicar estas características, los modelos de enlace iniciales, a partir de mediados de la década de 1950, invocaban un sistema π deslocalizado derivado del solapamiento de los orbitales N 2p y P 3d.

### Modelos de enlace modernos
A partir de finales de la década de 1980, cálculos más modernos y la falta de evidencia espectroscópica revelaron que la contribución del orbital P 3d es insignificante, invalidando la hipótesis anterior. En cambio, se acepta generalmente un modelo de separación de carga. Encontraron que el pentacloruro de fósforo (PCl
5) y el amoniaco (NH
3) reaccionan exotérmicamente para producir una nueva sustancia que podía lavarse con agua fría para eliminar el coproducto de cloruro de amonio ([NH
4]Cl). El nuevo compuesto contenía P, N y Cl, según el análisis elemental. Era sensible a la hidrólisis con agua caliente.
Las síntesis modernas se basan en los desarrollos de Schenk y Römer, quienes utilizaron cloruro de amonio en lugar de amoniaco y solventes clorados inertes. Al reemplazar el amoniaco con cloruro de amonio, la reacción procede sin una fuerte reacción exotérmica asociada con NH
3/PCl
5. Los solventes clorocarbonados típicos son 1,1,2,2-tetracloroetano o clorobenceno, que toleran el subproducto de cloruro de hidrógeno (HCl). Dado que el cloruro de amonio es insoluble en solventes clorados, la purificación es más sencilla. Para la reacción en estas condiciones, se aplica la siguiente estequiometría:
n [NH
4]Cl + n PCl
5 → (NPCl
2)
n + n HCl
donde n puede tomar valores de 2 (el dímero tetraclorodifosfazeno), 3 (el trímero hexaclorotrifosfazeno) y 4 (el tetrámero octaclorotetrafosfazeno).
La purificación por sublimación produce principalmente el trímero y el tetrámero. La sublimación al vacío lenta a aproximadamente 60 °C proporciona el trímero puro libre de tetrámero. Las condiciones de reacción, como la temperatura, también pueden ajustarse para maximizar el rendimiento del trímero a expensas de otros productos posibles; sin embargo, las muestras comerciales de hexaclorofosfazeno suelen contener cantidades apreciables de octaclorotetrafosfazeno, incluso hasta un 40%.

### Mecanismo de formación
El mecanismo de la reacción anterior no ha sido completamente resuelto, pero se ha sugerido que el PCl
5 se encuentra en su forma iónica [PCl
4]+
[PCl
6]−
 (tetraclorofosfonio hexaclorofosfato(V)) y la reacción procede a través de un ataque nucleofílico de [PCl
4]+
 (tetraclorofosfonio) por NH
3 (de la [NH
4]Cl disociación). La eliminación de HCl (el principal subproducto) crea un intermediario reactivo nucleofílico:
NH
3 + [PCl
4]+
 → HN=PCl
3 + HCl + H+

que, mediante un ataque adicional de [PCl
4]+
 y la posterior eliminación de HCl, crea un intermediario acíclico creciente:
HN=PCl
3 + [PCl
4]+
 → [Cl
3P−N=PCl
3]+
 + HCl
NH
3 + [Cl
3P−N=PCl
3]+
 → HN=PCl
2−N=PCl
3 + HCl + H+
, etc.
hasta que un eventual ataque intramolecular conduce a la formación de uno de los olígomeros cíclicos.

## Reacciones

### Sustitución en P
El hexaclorofosfazeno reacciona fácilmente con alcóxidos de metales alcalinos y amidas.
La poli-sustitución nucleofílica del cloruro por alcóxido procede mediante el desplazamiento del cloruro en centros de fósforo separados:
(NPCl
2)
3 + 3 NaOR → (NPCl(OR))
3 + 3 NaCl
(NPCl(OR))
3 + 3 NaOR → (NP(OR)
2)
3 + 3 NaCl
La regioselectividad observada se debe a los efectos estéricos combinados y a la retro-donación π del par solitario de oxígeno (que desactiva los átomos de P ya sustituidos).

### Polimerización por apertura de anillo
Calentar el hexaclorofosfazeno a aproximadamente 250 °C induce la polimerización. El tetrámero también se polimeriza de esta manera, aunque más lentamente. La conversión es un tipo de polimerización por apertura de anillo (ROP). El mecanismo de ROP se encuentra catalizado por ácidos de Lewis, pero en general no está muy bien entendido. El calentamiento prolongado del polímero a temperaturas más altas (aproximadamente 350 °C) causará despolimerización.

La estructura del producto cloropolímero inorgánico (poli(diclorofosfazeno)) comprende una cadena lineal –(N=P(−Cl)
2−)
n, donde n ~ 15000. Fue observado por primera vez a finales del siglo XIX y su forma después del entrecruzamiento se ha denominado «caucho inorgánico» debido a su comportamiento elastómero.
Este producto de polidiclorofosfazeno es el material de partida para una amplia clase de compuestos poliméricos, conocidos colectivamente como polifosfazenos. La sustitución de los grupos cloruro por otros grupos nucleofílicos, especialmente alcóxidos como se describió anteriormente, produce numerosos derivados caracterizados.

### Basicidad de Lewis
Los centros de nitrógeno del hexaclorofosfazeno son débilmente básicos, y se ha sugerido que este comportamiento de base de Lewis juega un papel en el mecanismo de polimerización. Específicamente, se ha reportado que el hexaclorofosfazeno forma aductos de varias estequiometrías con ácidos de Lewis como AlCl
3, AlBr
3, GaCl
3, SO
3, TaCl
5, VOCl
3, pero no se ha aislado ningún producto con BCl
3.
Entre estos, los aductos 1:1 mejor caracterizados estructuralmente son los formados con cloruro de aluminio o cloruro de galio; se encuentran con el átomo de Al/Ga unido a un N y asumen una conformación de silla más prominentemente distorsionada en comparación con el hexaclorofosfazeno libre. Los aductos también exhiben un comportamiento fluxional en solución para temperaturas hasta −60 °C, que puede monitorearse con RMN de 15N y RMN de 31P.

### Reactivo de acoplamiento
El hexaclorofosfazeno también ha encontrado aplicaciones en investigación al permitir reacciones de acoplamiento aromático entre piridina y N,N-dialquilanilinas o indol, resultando en derivados de fenilpiridina 4,4'-sustituidos, postulados para proceder a través de un intermedio de sal de piridinio de ciclopfosfazeno.
El compuesto también puede usarse como un reactivo de acoplamiento de péptidos para la síntesis de oligopéptidos en cloroformo, aunque para esta aplicación el tetrámero octaclorotetrafosfazeno suele ser más efectivo.

### Degradación fotoquímica
Tanto el trímero como el tetrámero en soluciones de hidrocarburos reaccionan fotoquímicamente formando líquidos claros identificados como derivados alquil-sustituidos (NPCl
2-xR
x)
n, donde n = 3, 4. Tales reacciones proceden bajo una iluminación prolongada de UVC (arco de mercurio) sin afectar los anillos P
nN
n. Las películas sólidas del trímero y el tetrámero no sufrirán cambios químicos bajo estas condiciones de irradiación.

## Aplicaciones
Los hexalcoxifosfazenos (especialmente las especies ariloxi), resultantes de la hexasustitución nucleofílica de los átomos de P del hexaclorofosfazeno, han atraído interés por su alta estabilidad térmica y química, así como por su baja temperatura de transición vítrea. Ciertos hexalcoxifosfazenos (como el derivado hexa-fenoxi) se han utilizado comercialmente como materiales ignífugos y lubricantes de alta temperatura.
Los polifosfazenos obtenidos del hexaclorofosfazeno polimerizado (poli(diclorofosfazeno)) han atraído atención en el campo de los polímeros inorgánicos. Se han investigado las propiedades elastómeras y termoplásticas. Algunos de ellos parecen prometedores para futuras aplicaciones como materiales de alto rendimiento formadores de fibras o membranas, ya que combinan transparencia, flexibilidad del esqueleto, hidrofilia o tuneabilidad de hidrofobicidad, y varias otras propiedades deseables.
Los componentes basados en polifosfazenos se han utilizado en juntas tóricas, líneas de combustible y amortiguadores, donde los polifosfazenos confieren resistencia al fuego, impermeabilidad a los aceites y flexibilidad incluso a temperaturas muy bajas.